# Kap Collier
Kap Collier ist wuchtiges und vereistes Kap an der Wilkins-Küste des Palmerlands auf halbem Weg zwischen dem Südende der Hearst-Insel und Kap Boggs.
Entdeckt wurde es 1940 durch Wissenschaftler der United States Antarctic Service Expedition (1939–1941), welche die Küste unmittelbar vor Ort und durch Flüge von der East Base auf Stonington Island aus erkundeten. Benannt ist das Kap nach Zadik Collier (1898–1987), honduranischer Maschinist auf der East Base.